# Damalisc de Bangweulu
El damalisc de Bangweulu (Damaliscus superstes) és una espècie d'antílop que viu a les planúries del sud del Bangweulu, a Zàmbia. Abans també es trobava a la regió de Katanga (República Democràtica del Congo), però s'hi ha extingit.